# Emanuele Filiberto di Villafranca-Soissons
Giuseppe Maria Emanuele Filiberto di Villafranca-Soissons (Torino, 16 marzo 1873 – Merano, 28 maggio 1933) è stato un nobile italiano appartenente ad un ramo morganatico di Casa Savoia. Fu creato da re Umberto I, suo parente, I Conte di Villafranca-Soissons, titolo che detenne dal 1888 al 1933.

## Biografia
Giuseppe Maria Emanuele Filiberto Villafranca Soissons era figlio ed erede di Eugenio Emanuele, terzo conte di Villafranca e di sua moglie, Felicita Crosio Canestro.
Sposò a Torino il 9 novembre 1898 Clotilde Carolina Fauda (Murello 1875-1960), dalla quale ebbe otto figli:
- Emanuela Clotilde Maria (Milano, 8 luglio 1899-Milano, 26 gennaio 2000), sposò nel 1925 Jean Drugman;
- Eugenio Giuseppe (Torino, 30 ottobre 1902 - Bolzano, 5 aprile 1974), 2º Conte di Villafranca-Soissons; sposò nel 1925 in prime nozze Grazia Melardi e rimasto vedovo nel 1935 in secondo nozze Ilde Bruschi[2].
- Giuseppe Carlo (Torino, 2 giugno 1904 - Milano, 6 dicembre 1971), sposò nel 1940 Immacolata Ritter von Meitinger zu Engelsheimb und St. Valentin;
- Maria Clotilde (Torino, 11 febbraio 1906 - Trento, 6 gennaio 1963), sposò Ambrogio De Vigili di Mezzolombardo;
- Gabriella (Torino, 28 dicembre 1907 - Merano, 19 giugno 1992), sposò nel 1935 Francesco Muscolino;
- Emanuele Filiberto (Torino, 27 agosto 1909 - Milano, 13 aprile 2000), sposò nel 1951 Ines Ganapini;
- Umberto Leopoldo (Nizza, 22 marzo   1912 - 4 dicembre 1982), sposò nel 1941 Raffaella Zeppieri;
- Vittorio Emanuele (Nizza, 2 ottobre 1913 - Bolzano, 9 febbraio 1972), sposò nel 1936 Dorotea Apollonio.

Giuseppe Maria Emanuele Filiberto, si trasferì a Quarazze in Alto Adige a metà degli anni venti, con incarico ispettivo ed appannaggio nell'Opera Nazionale Combattenti. Rimase in Alto Adige fino alla morte, avvenuta a Merano il 28 maggio 1933.
Il titolo di Conte Villafranca Soissons venne ereditato dal figlio primogenito Eugenio Giuseppe.

## Ascendenza
|                                                                    |   |                                                                   | Genitori                                                    |  |  | Nonni |  |  | Bisnonni                                           |  |  | Trisnonni                                          |  |
|                                                                    |   |                                                                   |                                                             |  |  |       |  |  | Eugenio Ilarione di Savoia, I conte di Villafranca |  |  | Luigi Vittorio di Savoia, IV principe di Carignano |  |
|                                                                    |   |                                                                   |                                                             |  |  |       |  |  | Eugenio Ilarione di Savoia, I conte di Villafranca |  |  | Luigi Vittorio di Savoia, IV principe di Carignano |  |
|                                                                    |   | Christine von Hessen-Rotenburg                                    |                                                             |  |  |       |  |  | Eugenio Ilarione di Savoia, I conte di Villafranca |  |  |                                                    |  |
| Giuseppe Maria di Savoia, II conte di Villafranca                  |   |                                                                   |                                                             |  |  |       |  |  | Eugenio Ilarione di Savoia, I conte di Villafranca |  |  |                                                    |  |
|                                                                    |   | Elisabeth Anne Magon de Boisgarin                                 | Jean François Nicolas Magon, signore di Boisgarein          |  |  |       |  |  |                                                    |  |  |                                                    |  |
|                                                                    |   | Elisabeth Anne Magon de Boisgarin                                 | Jean François Nicolas Magon, signore di Boisgarein          |  |  |       |  |  |                                                    |  |  |                                                    |  |
|                                                                    |   | Elisabeth Anne Magon de Boisgarin                                 | Louise de Caruel                                            |  |  |       |  |  |                                                    |  |  |                                                    |  |
| Eugenio Emanuele di Savoia, III conte di Villafranca               |   | Elisabeth Anne Magon de Boisgarin                                 |                                                             |  |  |       |  |  |                                                    |  |  |                                                    |  |
|                                                                    |   | Paul François de Quelen de Stuer de Caussade, duca di La Vauguyon | Antoine de Quelen de Stuer de Caussade, duca di La Vauguyon |  |  |       |  |  |                                                    |  |  |                                                    |  |
|                                                                    |   | Paul François de Quelen de Stuer de Caussade, duca di La Vauguyon | Antoine de Quelen de Stuer de Caussade, duca di La Vauguyon |  |  |       |  |  |                                                    |  |  |                                                    |  |
|                                                                    |   | Paul François de Quelen de Stuer de Caussade, duca di La Vauguyon | Marie Françoise de Béthune                                  |  |  |       |  |  |                                                    |  |  |                                                    |  |
| Pauline de Quelen de La Vauguyon                                   |   | Paul François de Quelen de Stuer de Caussade, duca di La Vauguyon |                                                             |  |  |       |  |  |                                                    |  |  |                                                    |  |
|                                                                    |   | Marie-Antoinette Rosalie de Pons                                  | Charles Armand de Pons, conte di Roquefort                  |  |  |       |  |  |                                                    |  |  |                                                    |  |
|                                                                    |   | Marie-Antoinette Rosalie de Pons                                  | Charles Armand de Pons, conte di Roquefort                  |  |  |       |  |  |                                                    |  |  |                                                    |  |
|                                                                    |   | Marie-Antoinette Rosalie de Pons                                  | Gabrielle Rosalie Le Tonnelier                              |  |  |       |  |  |                                                    |  |  |                                                    |  |
| Giuseppe Maria Emanuele Filiberto, I conte di Villafranca-Soissons |   | Marie-Antoinette Rosalie de Pons                                  |                                                             |  |  |       |  |  |                                                    |  |  |                                                    |  |
|                                                                    | … | …                                                                 |                                                             |  |  |       |  |  |                                                    |  |  |                                                    |  |
|                                                                    | … | …                                                                 |                                                             |  |  |       |  |  |                                                    |  |  |                                                    |  |
|                                                                    | … | …                                                                 |                                                             |  |  |       |  |  |                                                    |  |  |                                                    |  |
| …                                                                  | … |                                                                   |                                                             |  |  |       |  |  |                                                    |  |  |                                                    |  |
|                                                                    |   | …                                                                 | …                                                           |  |  |       |  |  |                                                    |  |  |                                                    |  |
|                                                                    |   | …                                                                 | …                                                           |  |  |       |  |  |                                                    |  |  |                                                    |  |
|                                                                    |   | …                                                                 | …                                                           |  |  |       |  |  |                                                    |  |  |                                                    |  |
| Felicita Crosio Canestro                                           |   | …                                                                 |                                                             |  |  |       |  |  |                                                    |  |  |                                                    |  |
|                                                                    |   | …                                                                 | …                                                           |  |  |       |  |  |                                                    |  |  |                                                    |  |
|                                                                    |   | …                                                                 | …                                                           |  |  |       |  |  |                                                    |  |  |                                                    |  |
|                                                                    |   | …                                                                 | …                                                           |  |  |       |  |  |                                                    |  |  |                                                    |  |
| …                                                                  |   | …                                                                 |                                                             |  |  |       |  |  |                                                    |  |  |                                                    |  |
|                                                                    |   | …                                                                 | …                                                           |  |  |       |  |  |                                                    |  |  |                                                    |  |
|                                                                    |   | …                                                                 | …                                                           |  |  |       |  |  |                                                    |  |  |                                                    |  |
|                                                                    |   | …                                                                 | …                                                           |  |  |       |  |  |                                                    |  |  |                                                    |  |
|                                                                    |   | …                                                                 |                                                             |  |  |       |  |  |                                                    |  |  |                                                    |  |